# Тібо Мулен
Тібо Мулен (фр. Thibault Moulin, нар. 13 січня 1990, Флер) — французький футболіст, півзахисник клубу «Легія».
Виступав, зокрема, за клуби «Кан» та «Клермон», а також молодіжну збірну Франції.

## Клубна кар'єра
Народився 13 січня 1990 року в місті Флер. Вихованець юнацьких команд футбольних клубів «Атіс де л'Орне», «Флер» та «Кан».
З 2008 року виступав за команду «Кан II». В сезоні 2010/11 років був включений до клубної заявки на сезон у Лізі 1. У складі «Кана» дебютував 11 вересня 2010 року, у 20-річному віці, в матчі французької Ліги 1 проти «Осера», вийшовши на поле на 81-ій хвилині. Після 3-ох років виступів за молодіжну команду «Кана», 1 лютого 2011 року підписав свій перший професіональний контракт з клубом, терміном на 3 роки. 12 лютого 2011 року він віддав свій перший гольовий пас в матчі Ліги 1 проти «Бордо» (1:2), завдяки чому забитим м'ячем відзначився Ромен Амума і, таким чином, приніс перемогу своєму клубу на 90-ій хвилині. Того ж року в пресі з'явилися чутки про зацікавленість Тібо з боку «Гавра», але вони не були підтверджені.
1 серпня 2011 року на правах оренди перейшов до «Шатору». Після прекрасного сезону керівництво «Шатору» намагалося залишити Тібо, але він зрештою повернувся до «Кана», який за підсумками сезону вилетів до Ліги 2. Дебютним голом за «Кан» відзначився 24 серпня 2012 року в матчі проти «Нім».
28 червня 2013 року підписав 2-річний контракт з представником Ліги 2, «Клермоном». Більшість часу, проведеного у складі команди, був основним гравцем. В 2015 році на правах вільного агента підписав 2-річний (з опцією продовження ще на один рік) контракт з бельгійським «Васланд-Беверен».
До складу «Легії» приєднався влітку 2016 року, підписавши з клубом 4-річний контракт. Відтоді встиг відіграти за команду з Варшави 18 матчів в національному чемпіонаті.
2 листопада 2016 року відзначився голом у матчі 4-го туру групового етапу Ліги чемпіонів проти мадридського «Реала». М'яч був забитий на 83-ій хвилині за рахунку 2:2, завдяки чому «Легія» повела в матчі. Для французького півзахисника це був 24-ий офіційний поєдинок у футболці «Легії».

## Виступи за збірну
22 березня 2011 року вперше отримав виклик від головного тренера Еріка Момбертса для участі в двох товариських поєдинках молодіжної збірної Франції, замінивши гравця «Аяччо» Бенджамена Андре, проти Іспанії та Чехії. Вперше в основному складі зіграв 2 червня 2011 року, проти Сербії. На молодіжному рівні зіграв у 2 офіційних матчах.

## Статистика
| Сезон   | Клуб              | Країна  | Змаганнч    | Змагання | Змагання | Кубок | Кубок | Єврокубки | Єврокубки | Загалом | Загалом |
| Сезон   | Клуб              | Країна  | Змаганнч    | Матчі    | Голи     | Матчі | Голи  | Матчі     | Голи      | Матчі   | Голи    |
| ------- | ----------------- | ------- | ----------- | -------- | -------- | ----- | ----- | --------- | --------- | ------- | ------- |
| 2010/11 | «Кан»             | Франція | Ліга 1      | 17       | 0        | 1     | 0     | 0         | 0         | 18      | 0       |
| 2011/12 | → «Шатору»        | Франція | Ліга 2      | 27       | 4        | 4     | 0     | 0         | 0         | 31      | 4       |
| 2012/13 | «Кан»             | Франція | Ліга 2      | 19       | 1        | 3     | 0     | 0         | 0         | 22      | 1       |
| 2013/14 | «Клермон»         | Франція | Ліга 2      | 32       | 3        | 2     | 0     | 0         | 0         | 34      | 3       |
| 2014/15 | «Клермон»         | Франція | Ліга 2      | 35       | 2        | 0     | 0     | 0         | 0         | 35      | 2'      |
| 2015/16 | «Васланд-Беверен» | Бельгія | Ліга Жупіле | 31       | 3        | 2     | 1     | 0         | 0         | 33      | 4       |
| 2016/17 | «Легія»           | Польща  | Екстракляса | 13       | 0        | 1     | 0     | 11        | 1         | 25      | 1       |
| УСЬОГО  | УСЬОГО            | УСЬОГО  | УСЬОГО      | 174      | 13       | 13    | 1     | 11        | 1         | 205     | 15      |

## Титули і досягнення
- Чемпіон Польщі (1):

«Легія»:  2016/17